# مدرسة الأوغاد
مدرسة الأوغاد (بالإنجليزية: School for Scoundrels)‏ هو فيلم كوميدي أمريكي من إخراج تود فيليبس وبطولة بيلي بوب ثورنتون، جون هيدر، جاسيندا باريت، لويس غوزمان وديفيد كروس، صدر الفيلم في 29 سبتمبر 2006.

## روابط خارجية
مدرسة الأوغاد على موقع IMDb (الإنجليزية)
- مدرسة الأوغاد على موقع ميتاكريتيك (الإنجليزية)
- مدرسة الأوغاد على موقع روتن توميتوز (الإنجليزية)
- مدرسة الأوغاد على موقع نتفليكس (الإنجليزية)
- مدرسة الأوغاد على موقع قاعدة بيانات الأفلام العربية
- مدرسة الأوغاد على موقع ألو سيني (الفرنسية)
- مدرسة الأوغاد على موقع Turner Classic Movies (الإنجليزية)
- مدرسة الأوغاد على موقع أول موفي (الإنجليزية)
- مدرسة الأوغاد على موقع بوكس أوفيس موجو (الإنجليزية)
- مدرسة الأوغاد على موقع فيلمافينيتي (الإسبانية)